# الحجة (الحيمة الخارجية)

تعديل مصدري - تعديل

الحجة هي إحدى قرى عزلة سحاح بمديرية الحيمة الخارجية التابعة لمحافظة صنعاء، بلغ تعداد سكانها 80 نسمة حسب تعداد اليمن لعام 2004.